# Деревенське (Вовчанський район)
Деревенське — колишнє село в Україні, підпорядковувалося Жовтневій Другій сільській раді Вовчанського району Харківської області.
1991 року зняте з обліку в зв'язку з переселенням жителів.
Деревенське знаходилося за 1 км від кордону з РФ, за 2 км від річки Вовча, за 3 км від Миколаївки, поруч розташований лісовий масив.